# 河邊新街／豐順新邨 (巴士站)
河邊新街／豐順新邨（葡萄牙語：Alm. Sérgio / Fong Son San Chun）位於澳門半島下環的一個中途站。澳巴18B路線途經此站。

## 歷史
- 在此站設立前是第二代“媽閣總站”。1996年，媽閣廟前地及海事博物館前地改為行人專用區，位於媽閣廟前的“媽閣總站”停用並遷移至此處至南光碼頭前。[1][2]

- 2005年，為配合西灣大橋通車啟用，將原位於此處一帶的“媽閣總站”遷至澳門海關大樓旁，即現時已建成的媽閣交通樞紐用地一帶，政府在後來於“媽閣廟站”對面設置巴士站，命名為“媽閣廟前地”站。
- 隨著澳門公益金百萬行更改路線終點於媽閣廟前地，因應參與人數眾多，土地工務運輸局到後來的交通事務局在有關活動舉行期間，將“媽閣廟前地”站停用，並於此處包括上落客貨區設立“臨時巴士站”供1、2、5、7、9、10、10A、11、21A、26、28B及MT4路線於百萬行活動舉行期間臨時停靠。[3]

- 2016年4月23日，位於航海學校旁的“媽閣廟前地”站取消。[4] 在2016年公益金百萬行活動舉行期間仍維持上述“臨時巴士站”措施。[5]

- 2017年11月10日，18B路線開辦，此站同時正式設立。[6][7]

- 2017年至2019年“澳門公益金百萬行”活動舉行期間，此站臨時擴寬範圍，供多條巴士路線停靠。[8][9][10]

- 2022年9月14日，71S路線恢復營運，因“凱泉灣總站”用作COVID-19常規核酸檢測站而暫停使用，改以此站為臨時總站。[11][12]

- 2023年2月13日10:00至2024年2月25日10:00，因應內港南雨水泵站及下水道工程推進，「河邊新街／貨倉巷」及「河邊新街／凱泉灣」站暫停使用，6B、18、21A及55路線臨時停靠此站。[13][14]*2024年2月25日10:00起，恢復停靠“河邊新街／凱泉灣”站。[15]

- 2023年2月27日，71S路線延長行程，不再以此站為臨時總站。但受內港南雨水泵站及下水道工程影響，期間臨時停靠此站。[16]

## 設施和車道
- 一個巴士站牌
- 單一行車道

## 路線資料
| 澳巴 | 18B | 媽閣 輕軌媽閣站 媽閣交通樞紐 | 永定街 | - 河邊新街（豐順新邨、凱泉灣、李道巷） - 內港客運碼頭 - 十六浦 - 沙欄仔 - 白鴿巢 - 鏡湖醫院 - 連勝馬路（義字街） - 聖心學校 - 美副將（觀音堂、鮑思高） - 電力公司 - 黑沙環（南澳、建華） - 祐漢（永華街） |

## 鄰近公共運輸站

### 巴士
M188 河邊新街／下環（Alm. Sérgio / Praia Manduco）
路線：1、2、5、6B、10、11、16S、21A、26、55、60、65、71S、MT4、N3
M190 河邊新街／媽閣（Alm. Sérgio / Barra）
路線：9
M203 媽閣廟站（Templo Á Ma）
路線：1、2、5、6B、10、11、16S、18、21A、26、28B、55、60、61、65、71S、MT4、N3

## 外部連結
- 澳巴官方網站 （繁體中文） （页面存档备份，存于）